# Defensor Arica
Club Defensor Arica – peruwiański klub piłkarski z siedzibą w mieście Lima.

## Osiągnięcia

### Krajowe
- Primera División

| zwycięstwo (0):     | –    |
| drugie miejsce (1): | 1969 |

## Historia
Klub Defensor Arica zadebiutował w pierwszej lidze w 1965 roku (i zajął od razu wysokie 3. miejsce). W cztery lata później klub sięgnął po swój największy sukces – wicemistrzostwo Peru. W następnym roku było jeszcze trzecie miejsce, jednak później było coraz gorzej i w 1972 roku Defensor Arica po raz ostatni jak dotąd zagrał w pierwszej lidze.